# Лукин, Сергей Лукич
Сергей Лукич Лукин (04 сентября 1922, Старые Щелканы Цивильского уезда (ныне — Урмарского района) — 20 июля 1990, там же) — председатель колхоза имени Мичурина Урмарского района Чувашской АССР, участник Великой Отечественной войны, Герой Социалистического Труда.

## Биография
Родился 4 сентября 1922 года в деревне Старые Щелканы, Урмарского района Чувашской Республики в крестьянской семье. Чуваш.
В 1941 году был призван в Красную Армию. Участник военных действий на Дальнем Востоке. После демобилизации в 1947 году вернулся домой. Работал в колхозе.
В октябре 1966 году возглавил колхоз имени Мичурина Урмарского района. Оставался его бессменным руководителем почти 23 года. За этот период в колхозе значительно улучшилась культура земледелия, укрепилась экономика, повысилось благосостояние колхозников. Урожайность зерновых и зернобобовых культур в среднем за 3 года 12 пятилетки составила 33 ц с га против 10 ц в 1966 году. Производство мяса на 100 га сельхозугодий увеличилось в 2,7 раза, молока — в 1,8. На территории колхоза построены Дом культуры, 2 сельских клуба, восьмилетняя школа на 20 ученических мест, пристрой к средней школе на 240 мест, ясли сад на 190 мест, активно велось строительство производственных помещений.
Колхоз дважды признавался победителем во Всесоюзном и четыре во Всероссийском соцсоревновании за успешное выполнение планов экономического и социального развития. В 1967 году занесен в Книгу Трудовой Доблести Чувашской АССР, неоднократно награждался Переходящим Красным знаменем обкома КПСС, Совета Министров Чувашской АССР, областного совета профсоюзов и обкома ВЛКСМ.
С. Л. Лукич активно участвовал в общественно-политической жизни. С 1962 года он постоянно избирался депутатом сельского, с 1967 года депутатом районного Совета народных депутатов, шесть раз избирался членом Чувашского обкома КПСС, с 1967 года — член райкома КПСС. С 1987 года являлся членом президиума совета колхозов РСФСР и председателем совета колхозов Чувашской АССР, был делегатом IV Всесоюзного съезда колхозников. С 1973 года являлся членом Чувашского и районного комитетов защиты мира.
Указом Президиума Верховного совета СССР от 23 декабря 1976 года «за выдающиеся успехи, достигнутые во Всесоюзном социалистическом соревновании, проявленную трудовую доблесть в выполнении планов и социалистических обязательств по увеличению производства и продажи государству зерна и других сельскохозяйственных продуктов в 1976 году» Лукину Сергею Лукичу присвоено звание Героя Социалистического Труда с вручением ордена Ленина и золотой медали «Серп и Молот».
Руководил колхозом до последних дней.
Жил и работал в деревне Кудеснеры, центральной усадьбе колхоза. Скончался 20 июля 1990 года. Похоронен на кладбище деревни Старые Щелканы.

## Награждён
- орденами Ленина, Трудового Красного Знамени, Отечественной войны 1-й и 2-й степеней, медалями.
- Заслуженный работник сельского хозяйства Чувашской АССР. Занесен в Книгу Трудовой Славы и Героизма Чувашской АССР.